# Польове (зупинний пункт)
Польове́ — пасажирський залізничний зупинний пункт Одеської дирекції Одеської залізниці на лінії Чорноморська — Одеса-Головна.
Розташований поблизу села Христо-Ботеве, Лиманський район, Одеської області між станціями Чорноморська (8 км) та Кремидівка (3 км).
На платформі зупиняються приміські поїзди.